# Vouvray-sur-Huisne
Vouvray-sur-Huisne é uma comuna francesa na região administrativa do País do Loire, no departamento de Sarthe. Estende-se por uma área de 3.4 km². Em 2010 a comuna tinha 136 habitantes (densidade: 40 hab./km²).